# Grude
Pour les articles homonymes, voir Grude.
Grude  (en cyrillique : Груде) est une ville et une municipalité de Bosnie-Herzégovine située dans le canton de l'Herzégovine de l'Ouest et dans la fédération de Bosnie-et-Herzégovine. Selon les premiers résultats du recensement bosnien de 2013, la ville intra muros compte 4 404 habitants et la municipalité 17 865.

## Localités

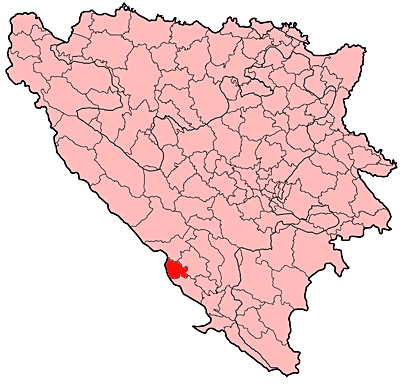
Localisation de la municipalité de Grude en Bosnie-Herzégovine

La municipalité de Grude compte 13 localités :
| - Blaževići - Borajna - Donji Mamići - Dragičina - Drinovačko Brdo - Drinovci - Gorica | - Grude - Jabuka - Puteševica - Ružići - Sovići - Tihaljina |

## Démographie

### Villeintra muros

#### Évolution historique de la population dans la villeintra muros
| 1948 | 1953 | 1961  | 1971  | 1981  | 1991  | 2013  |
| ---- | ---- | ----- | ----- | ----- | ----- | ----- |
| -    | -    | 2 488 | 2 847 | 3 378 | 3 598 | 4 404 |

|  |

### Municipalité

#### Évolution historique de la population dans la municipalité
| 1961   | 1971   | 1981   | 1991   | 2013   |
| ------ | ------ | ------ | ------ | ------ |
| 18 972 | 19 203 | 17 767 | 16 358 | 17 865 |

#### Répartition de la population par nationalités dans la municipalité (1991)
En 1991, sur un total de 16 358 habitants, la population se répartissait de la manière suivante :

## Religions

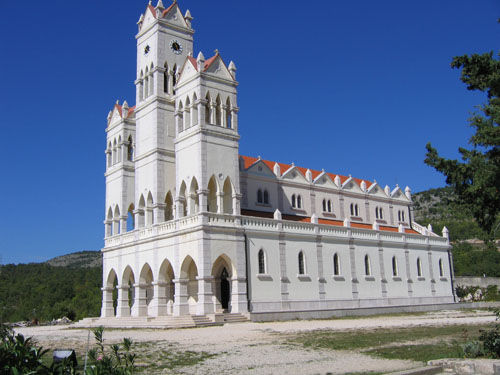
L'église Sainte-Catherine de Grude
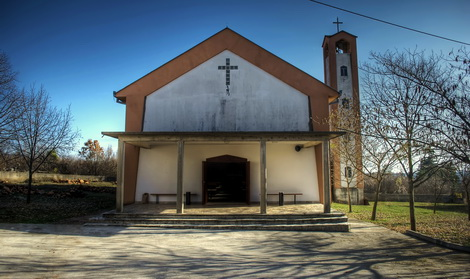
L'église Saint-Antoine-de-Padoue de Cerov Dolac à Donji Mamići
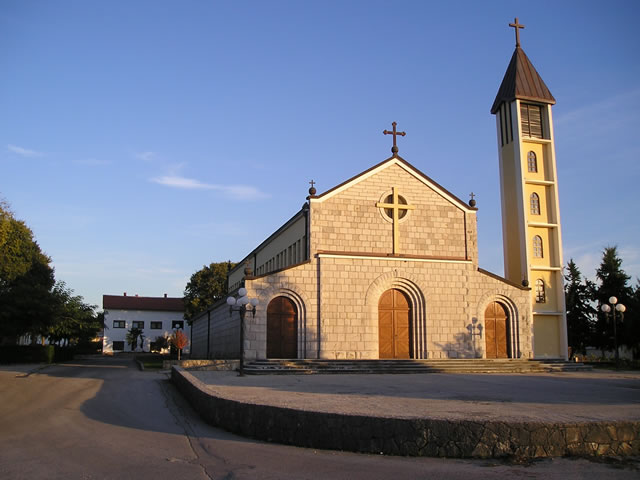
L'église Saint-Élie de Tihaljina
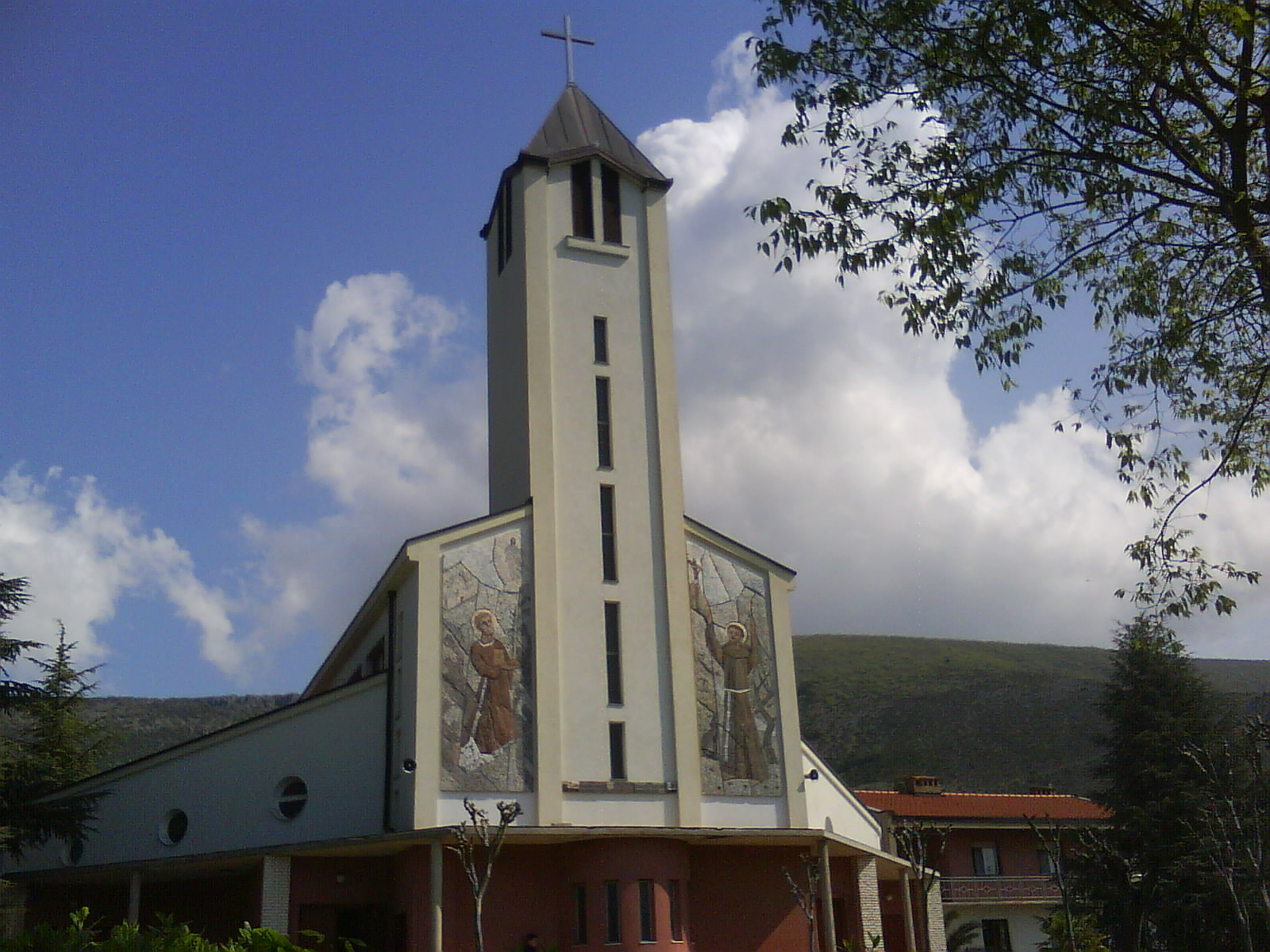
L'église Saint-Étienne de Gorica
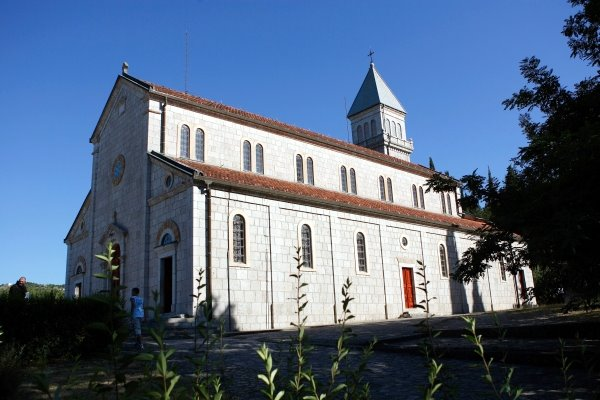
L'église Saint-Michel de Drinovci
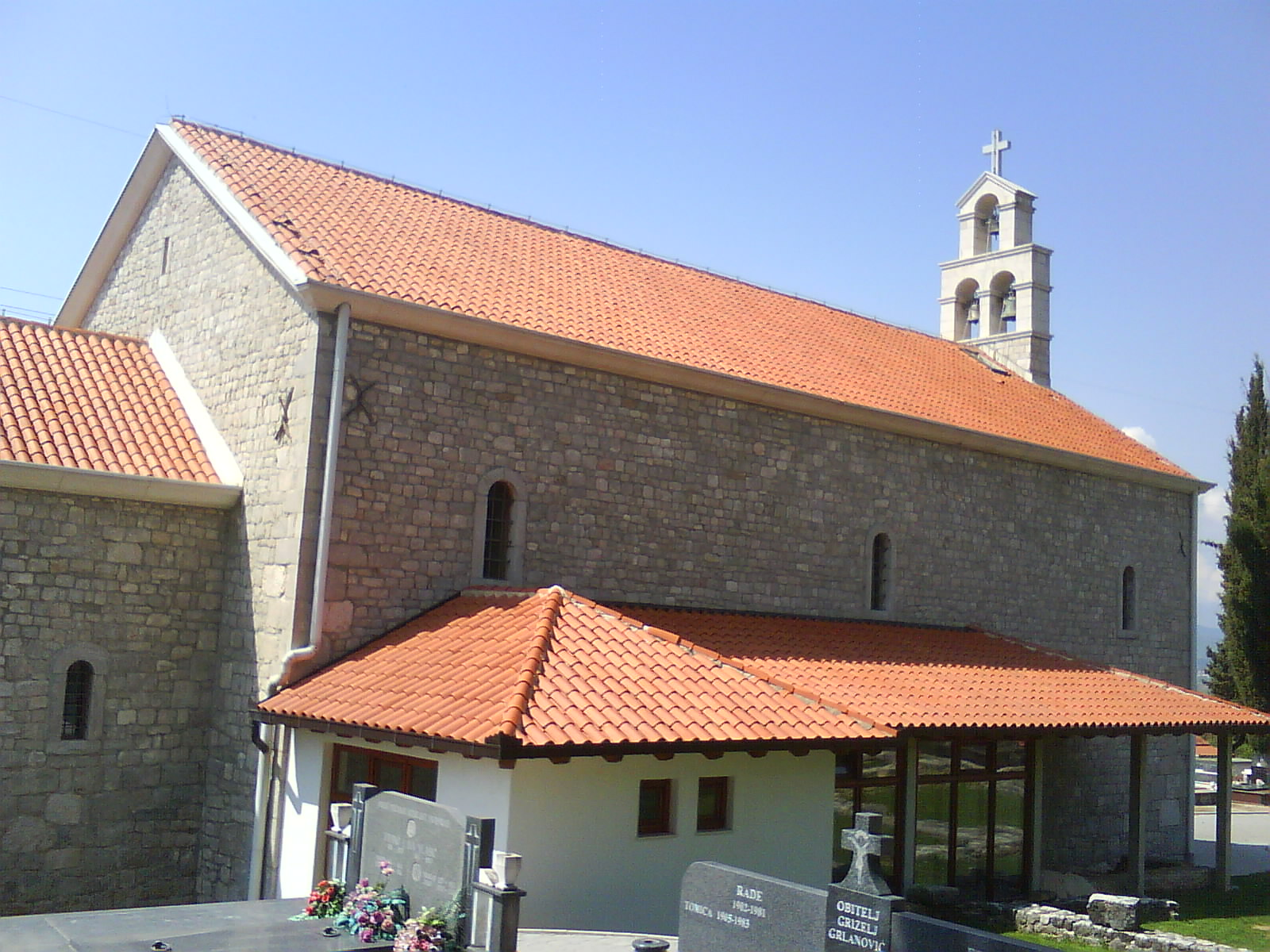
L'église Saint-Étienne de Sovići
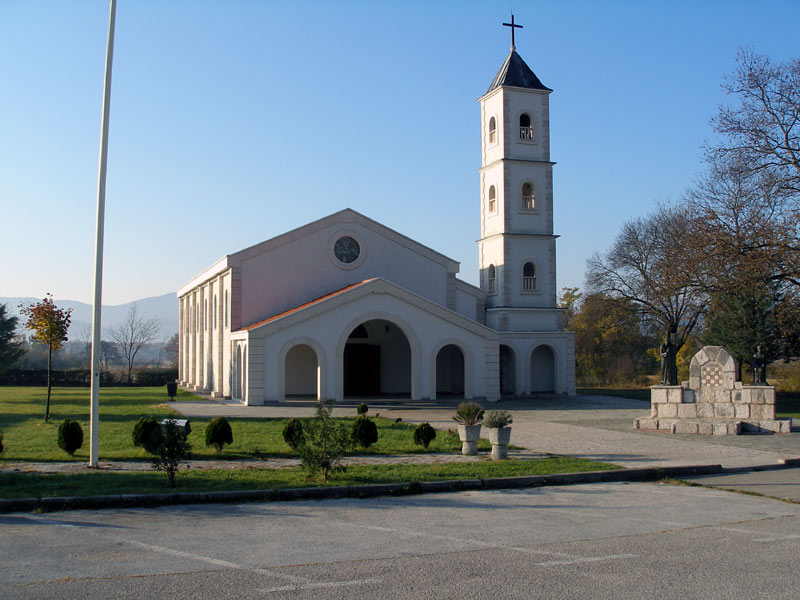
L'église Saint-Pierre-et-Saint-Paul de Sovići

## Politique
À la suite des élections locales de 2012, les 25 sièges de l'assemblée municipale se répartissaient de la manière suivante :
| Parti                                                           | Sièges |
| --------------------------------------------------------------- | ------ |
| Union démocratique croate de Bosnie-Herzégovine (HDZ BiH)       | 14     |
| Union démocratique croate 1990 (HDZ 1990)                       | 3      |
| Parti national pour l'amélioration par le travail (Za boljitak) | 3      |
| Parti croate des Droits de Bosnie-Herzégovine (HSP BiH)         | 3      |
| Parti social-démocrate (SDP)                                    | 2      |

Ljubo Grizelj, membre de l'Union démocratique croate de Bosnie et Herzégovine (HDZ BiH), a été élu maire de la municipalité.

## Sport
Grude possède un club de football, le NK Grude. Le club NK Drinovci a son siège dans la municipalité, dans la localité de Drinovci.

## Personnalités
Grude a vu naître le haïdouk Andrijica Šimić, le poète Antun Branko Šimić, les footballeurs Zvonimir Boban et Dario Šimić, ainsi que l'homme politique Milan Bandić, maire de Zagreb, la capitale de la Croatie.

## Coopération internationale
- Slunj (Croatie)
- Baldissero Torinese (Italie)